# Temognatha sanguineocincta
Temognatha sanguineocincta es una especie de escarabajo del género Temognatha, familia Buprestidae. Fue descrita científicamente por Saunders en 1868.